# Estíbaliz de Miguel Calvo
Estíbaliz de Miguel Calvo (Baracaldo, Vizcaya, 1974) es una doctora en Sociología por la Universidad del País Vasco (UPV/EHU), profesora e investigadora especializada en las mujeres presas.

## Biografía
Estíbaliz de Miguel está doctorada en Sociología y es profesora en la Universidad del País Vasco, es además trabajadora social y educadora social.
Investigadora en el Morgan Centre-Para el Estudio de las Relaciones Sociales y la Vida Personal en la Universidad de Mánchester, supervisada por la catedrática Carol Smart. Sus trabajos se han dirigido principalmente a dar a conocer el estigma y la mala imagen con la que viven las mujeres en prisión por lo que son, según De Miguel, doblemente victimizadas, son consideradas delincuentes y no se da credibilidad a sus testimonios a la hora de denunciar abusos en el interior de las cárceles.
Junto a Lohitzune Zuloaga y Miren Ortubay ha participado en 2017 en el estudio Experiencia de la detención policial en las mujeres de la Comunidad Autónoma Vasca, una perspectiva de género de la experiencia de las mujeres que han sido detenidas en el periodo entre 2011 y 2016 de Emakunde, el Instituto Vasco de la Mujer.
Coordinadora de la Red Sin Rejas-Investigación sobre Mujeres y cárceles, pertenece también a Geispe-Red internacional de género y sistema penal.

## Obras
- Relaciones amorosas de las mujeres encarceladas [9][10]
- La cárcel. Lugar donde habita Dios[11]
- Encarcelamiento de mujeres. El castigo penitenciario de la exclusión social y la desigualdad de género. Revista Zerbitzuan nº 56, 75-86. 2014.[12]
- Explorando la agencia de las mujeres encarceladas a través de sus experiencias amorosas, Papers: revista de sociología 102 (2), 0311-335
- Mujeres excluidas. Malas mujeres. [13]
- El encierro carcelario. Impacto en las mentes y los cuerpos de las mujeres presas. Cuadernos de Trabajo Social 27 (2), 395-40

## Premios y reconocimientos
- Primer Premio Micaela Portilla a la mejor tesis sobre estudios feministas o de género de la Universidad del País Vasco (UPV). Vitoria, 2012.[14]
- 2º Accésit en el IX Premio Fermín Caballero de Ensayo en Ciencias Sociales con el trabajo Emociones y desigualdades sociales: el caso del miedo.